# Raja Segar

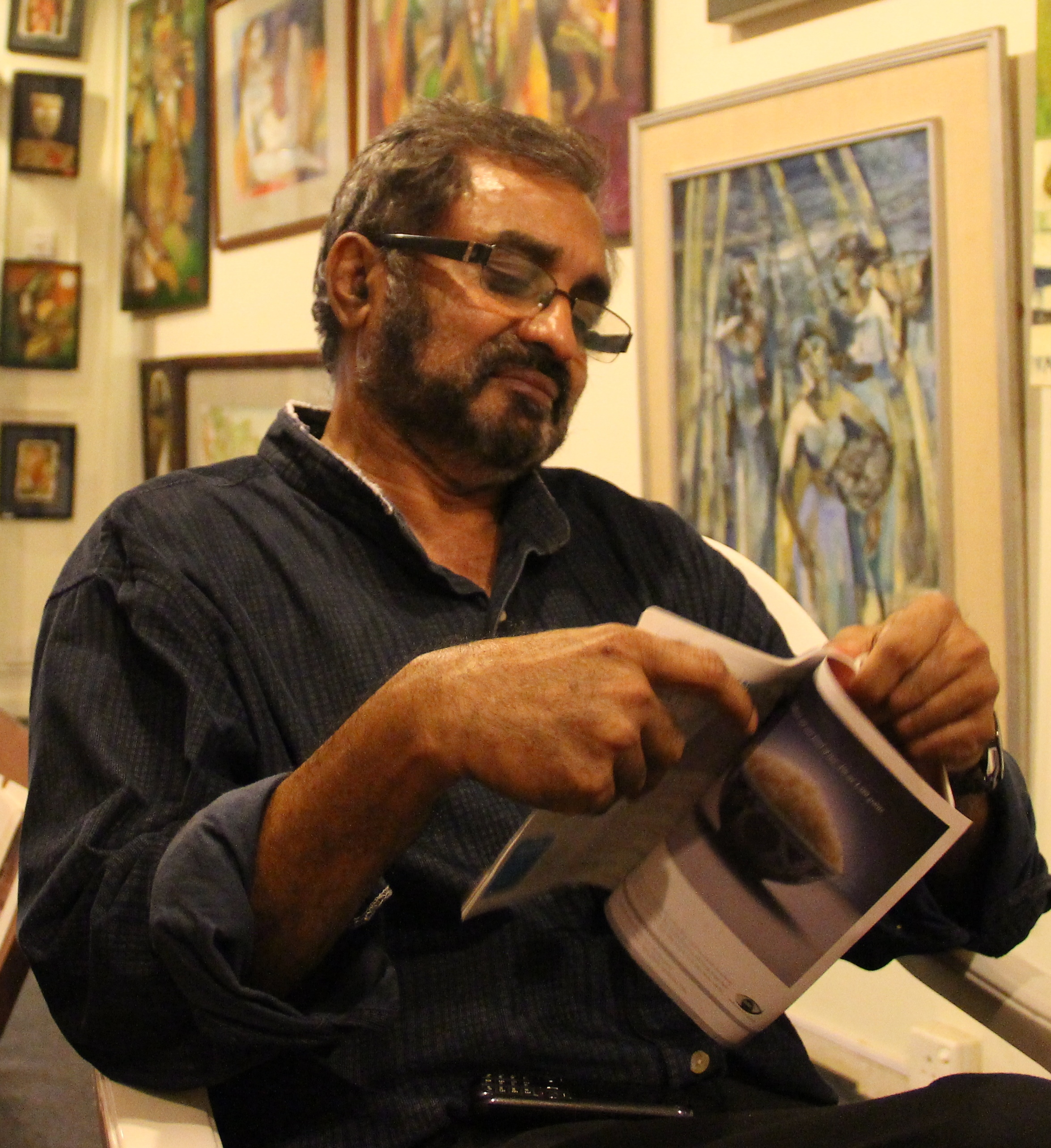
Segar, 2013

Raja Segar (Colombo, 4 de diciembre de 1951) es un pintor y escultor de Sri Lanka

## Biografía
Se graduó en el St. Michael's College, Polwatte, y comenzó a trabajar en la contabilidad de una compañía de bebidas a la edad de 19 años. Mientras preparaba sus exámenes de auditoría, pasó mucho tiempo en la biblioteca del British Council hojeando libros y revistas , experiencia que más tarde definió como su escuela de arte. 
Segar comenzó a diseñar sus propias tarjetas de felicitación, que se convirtieron en un éxito instantáneo dando comienzo así a su carrera artística en otros formatos.
Sus obras se han mostrado en exposiciones individuales y colectivas en Australia, Inglaterra, India y Sri Lanka, y en periódicos como Reader's Digest.